# Хуторское (Томская область)
Хуторско́е — деревня в Бакчарском районе Томской области, Россия. Входит в состав Высокоярского сельского поселения.
Население — ↘74 (2021).

## География
С запада деревню огибает река Андарма, с востока — трасса Р399. Расположено Хуторское на севере Бакчарского района, на полпути между Высоким Яром и Пчёлкой.

## Население
| 2002 | 2010 | 2012 | 2013 | 2014 | 2015 | 2021 |
| ---- | ---- | ---- | ---- | ---- | ---- | ---- |
| 206  | ↘156 | ↘155 | ↗158 | ↘147 | ↘146 | ↘74  |

## Местное самоуправление
Глава поселения — Светлана Степановна Брунгард.

## Социальная сфера и экономика
В деревне работает фельдшерско-акушерский пункт. Ближайшие школа и библиотека находятся в Высоком Яре.
Действуют несколько частных предпринимателей, работающих в сфере сельского хозяйства и розничной торговли.